# Lądowisko Olmedica
Lądowisko Olmedica – lądowisko sanitarne w Olecku, w województwie warmińsko-mazurskim, położone przy ul. Gołdapskiej 1. Przeznaczone jest do wykonywania startów i lądowań śmigłowców sanitarnych i ratowniczych w dzień i w nocy, o dopuszczalnej masie startowej do 5700 kg.
Zarządzającym lądowiskiem jest "OLMEDICA" w Olecku Sp.z o.o. z siedzibą w Olecku. W roku 2013 zostało wpisane do ewidencji lądowisk Urzędu Lotnictwa Cywilnego pod numerem 229.